# Estación de Algemesí
Algemesí es una estación ferroviaria situada en el municipio español de Algemesí en la provincia de Valencia, Comunidad Valenciana. Forma parte de la línea C-2 de cercanías Valencia operada por Renfe. Dispone también de algunos servicios de media distancia

## Situación ferroviaria
Las instalaciones se encuentran situadas en el punto kilométrico 81,5 de la línea férrea de ancho ibérico que une Madrid con Valencia, a 23 metros de altitud sobre el nivel del mar, entre las estaciones de Benifayó-Almusafes y Alcira. El tramo es de doble vía y está electrificado.

## Historia
La estación fue inaugurada el 1 de mayo de 1853 con la apertura del tramo Alcira-Benifayó de la línea que pretendía unir Valencia con Játiva. Las obras corrieron a cargo de la Compañía del Ferrocarril de Játiva a El Grao de Valencia. Posteriormente dicha compañía pasó a llamarse primero «Compañía del Ferrocarril de El Grao de Valencia a Almansa» y luego «Sociedad de los Ferrocarriles de Almansa a Játiva y a El Grao de Valencia», hasta que finalmente, en 1862, adoptó el que ya sería su nombre definitivo y por ende el más conocido: el de la Sociedad de los Ferrocarriles de Almansa a Valencia y Tarragona o AVT tras lograr la concesión de la línea que iba de Valencia a Tarragona. En 1941, tras la nacionalización del ferrocarril en España la estación pasó a ser gestionada por la recién creada RENFE.
Desde el 1 de enero de 2005, con la extinción de la antigua RENFE, la empresa Renfe Operadora explota la línea mientras que Adif es la titular de las instalaciones ferroviarias. En 2011 el complejo ferroviario de Algemesí fue reformado. Se construyó un paso subterráneo entre las vías para mejorar la seguridad de las instalaciones.

## Servicios ferroviarios

### Cercanías
Los trenes de cercanías de la línea C-2 son los únicos en hacer parada en la estación.
| procedencia/destino | < estación         | Línea | estación > | destino/procedencia |
| ------------------- | ------------------ | ----- | ---------- | ------------------- |
| Valencia-Norte      | Benifayó-Almusafes |       | Alcira     | Mogente             |

### Media Distancia
Algunas de las relaciones que unen Valencia con Alcoy se detienen en Algemesí.
| Línea MD | Trenes   | Origen/Destino |  | Destino/Origen |
| -------- | -------- | -------------- |  | -------------- |
| 47       | Regional | Valencia       |  | Alcoy          |